# (52391) 1993 QP5
Az (52391) 1993 QP5 a Naprendszer kisbolygóövében található aszteroida. Eric Walter Elst fedezte fel 1993. augusztus 17-én.